# John Aprea
Jonathan «John» Aprea (Englewood, Nueva Jersey, 4 de marzo de 1941-Los Ángeles, California, 5 de agosto de 2024) fue un actor y comediante estadounidense, mejor conocido por su papel del joven Salvatore Tessio en El padrino II (1974) y en televisión como Lucas Castigliano en Another World de 1989 a 1992. Interpretó a Lee en Tales from the Darkside Going Native (1988), serie 4, episodio 17. También coprotagonizó con Lee Horsley en Matt Houston durante la década de 1980 y apareció en la serie de televisión Full House (1987-1995) y en la serie derivada Fuller House (2016) interpretando a Nick Katsopolis. Apareció como estrella invitada en la serie de HBO Los Soprano (1999).

## Biografía
Nació bajo el nombre de Jonathan Aprea en Englewood, Nueva Jersey, el 4 de marzo de 1941. Desde 1987 estuvo casado con la actriz Ninon Aprea (Ninon Zenovich), de quien se divorció doce años después. Fruto de esta relación nació, en 1989, Nicole Alexandra Aprea, también actriz.

## Filmografía
- 1968 Bullitt, como asesino.
- 1970 The Grasshopper, como The Ice Pack.
- 1970 The Dark Side of Tomorrow, como Jim Jeffers.
- 1972 Sweet Kill, como Richard.
- 1973 The Seven-Ups, como asesino (sin acreditar).
- 1974 Caged Heat, como Dream Man.
- 1974 El padrino II, como Joven Salvatore Tessio.
- 1975 Las esposas de Stepford, como policía joven.
- 1975 Crazy Mama, como Marvin.
- 1980 The Idolmaker, como Mario Vacaro.
- 1982 Comeback, como Lawyer.
- 1984 The Act, como Ron.
- 1986 American Anthem, como Sr. Tevere.
- 1988 Picasso Trigger, como Salazar / Picasso Trigger.
- 1989 Savage Beach, como capitán Andreas.
- 1991 New Jack City, como Don Armeteo.
- 1991 Another World (serie de televisión), como Lucas.
- 1992 Confessions of a Male Prostitute (cortometraje), como Nick.
- 1994 CyberTracker, como senador Dilly.
- 1995 To the Limit, como Philly Bambino.
- 1987-1995 Full House, como Nick Katsopolis.
- 1996 Sunset Park, como Dominic.
- 1997 The Game, como ejecutivo de poder.
- 1997 My Brother Jack, como Barry Freed.
- 1998 Deadly Ransom, como Sr. Merlin.
- 1998 Dead Man on Campus, como Sr. Frederickson.
- 1999 Los Soprano, como fiscal estadounidense.
- 2000 Brother, como jefe de la mafia Geppetti.
- 2002 The Streetsweeper.
- 2004 The Manchurian Candidate, como contraalmirante Glick
- 2004 Lost Focus como Max Moore
- 2012 Dirty People, como Sollie.
- 2012 Mirror Image, como Alex Ricci.
- 2013 After You, como Jerry Masselin.
- 2013 On Cinema, como él mismo.
- 2014 Snapshot, como Joseph Simmons.
- 2015 Sharkskin, como Mike Esposito.
- 2016 Stevie D, como Angelo DiMarco.[5]
- 2014-2017 Decker, como general Jeffrey Cotter.
- 2017 Fuller House, como Nick Katsopolis.[6]